# Hans-Kurt Claussen
Hans-Kurt Claussen (* 19. April 1908 in Kiel; † 13. Mai 1977 ebenda) war ein deutscher Rechtsanwalt und Rechtshistoriker.

## Leben und Wirken
Hans-Kurt Claussen studierte Rechtswissenschaft an den Universitäten Freiburg, München und Kiel. 1934 promovierte er mit einer rechtsgeschichtlichen Arbeit an der Christian-Albrechts-Universität zu Kiel bei Karl August Eckhardt, als dessen Assistent er bis 1937 arbeitete. Von 1934 bis 1945 (unterbrochen durch den Kriegsdienst von 1940 bis 1945) und von 1949 bis 1977 war er als Rechtsanwalt in Kiel tätig. Von 1945 bis 1947 arbeitete er als Beauftragter beim Marine-Arsenal im Auftrag der britischen Besatzungsregierung in Kiel. In seinen letzten Lebensjahren und zwar von 1968 bis 1977 war Claussen Präsident der Schleswig-Holsteinischen Rechtsanwaltskammer, der er seit 1959 als Mitglied angehörte.
Die akademische Wirksamkeit Claussens begann mit seiner 1937 erfolgten Habilitation für Rechtsgeschichte an der Universität Kiel. Von 1939 bis 1940 und von 1949 bis 1968 lehrte er im Nebenamt als Privatdozent an dieser Universität, die ihn dann 1968 zum Honorarprofessor ernannte.

## Veröffentlichungen
- Lex Baiuvariorum. Lateinischer Text und deutsche Übersetzung (= Germanenrechte, Bd. 2, 2). Böhlau, Weimar 1934 (= Dissertation Universität Kiel).
- (Hrsg., mit Karl August Eckhardt): Die Gesetze des Merowingerreiches 481–714 (= Germanenrechte. Texte und Übersetzungen, Bd. 1). Böhlau, Weimar 1935.
- Die Beziehungen der Lex Salica zu den Volksrechten der Alemannen, Bayern und Ribuarier. In: Zeitschrift der Savigny-Stiftung für Rechtsgeschichte. Germanistische Abteilung, 56=69 (1936), S. 349–359.
- Der Judeneid. Ein Beitrag zur Geschichte des Rechtsschutzes. In: Deutsche Rechtswissenschaft, Bd. 2 (1937), S. 166–189.
- Das Freisinger Rechtsbuch. Die handschriftliche Entwicklung des Textes und der Überlieferungswert der Handschriften (= Germanenrechte. Deutschrechtliches Archiv, Abt. Beihefte, Bd. 1). Böhlau, Weimar 1940.

- (Bearb.): Ruprecht von Freising / Freisinger Rechtsbuch (= Germanenrechte. Abteilung Stadtrechtsbücher, N.F., Bd. 1). Böhlau, Weimar 1941 (= Habilitationsschrift Universität Kiel).